# Aspidimerus zhenkangicus

Aspidimerus zhenkangicus  (лат.) — вид жуков рода Aspidimerus из семейства божьих коровок (Coccinellidae Latreille) (триба Aspidimerini, Scymninae). Эндемик Китая.

## Распространение
Юго-Восточная Азия: Китай (Zhenkang, Yunnan).

## Описание
Мелкие жесткокрылые насекомые с овальной выпуклой сверху формой тела, длина тела от 4,50 до 4,75 мм; ширина от 3,40 до 3,60 мм. Голова мелкая, более чем в 2 раза (0,44) меньше ширины надкрылий. Скутеллюм и пронотум чёрные. Надкрылья желтовато-коричневые с 3 чёрными пятнами. Голова желтовато-коричневая с чёрными глазами. Нижняя часть тела красновато-коричневые, кроме жёлтых ног. Жгутик усика состоит из 8 или 9 члеников. Скутеллюм субтреугольный. Общая высота от высшей точки надкрылий до метавентрита (TH): от 2,00 до 2,25 мм, соотношение общей длины тела к наибольшей ширине (TL/TW): 1,32; соотношение длины пронотума от среднего переднего края до основания пронотума к ширине пронотума в наиболее его широкой части (PL/PW): от 0,54 до 0,56; соотношение длины надкрылий (от вершины до основания включая скутеллюм) к их ширине (EL/EW): от 1,04 до 1,06. От других видов рода (например, от Aspidimerus ruficrus) отличается деталями строения гениталий и окраской. У близкого вида Aspidimerus esakii на надкрыльях семь чёрных пятен. Вид был впервые описан в 2013 году группой китайских энтомологов (Lizhi Huo, Xingmin Wang, Xiaosheng Chen, Shunxiang Ren; Engineering Research Center of Biological Control, Ministry of Education; College of Natural Resources and Environment, South China Agricultural University, Гуанчжоу, Китай). Видовой эпитет происходит от названия типового местонахождения (Zhenkang, Yunnan).